# Timothy Broglio

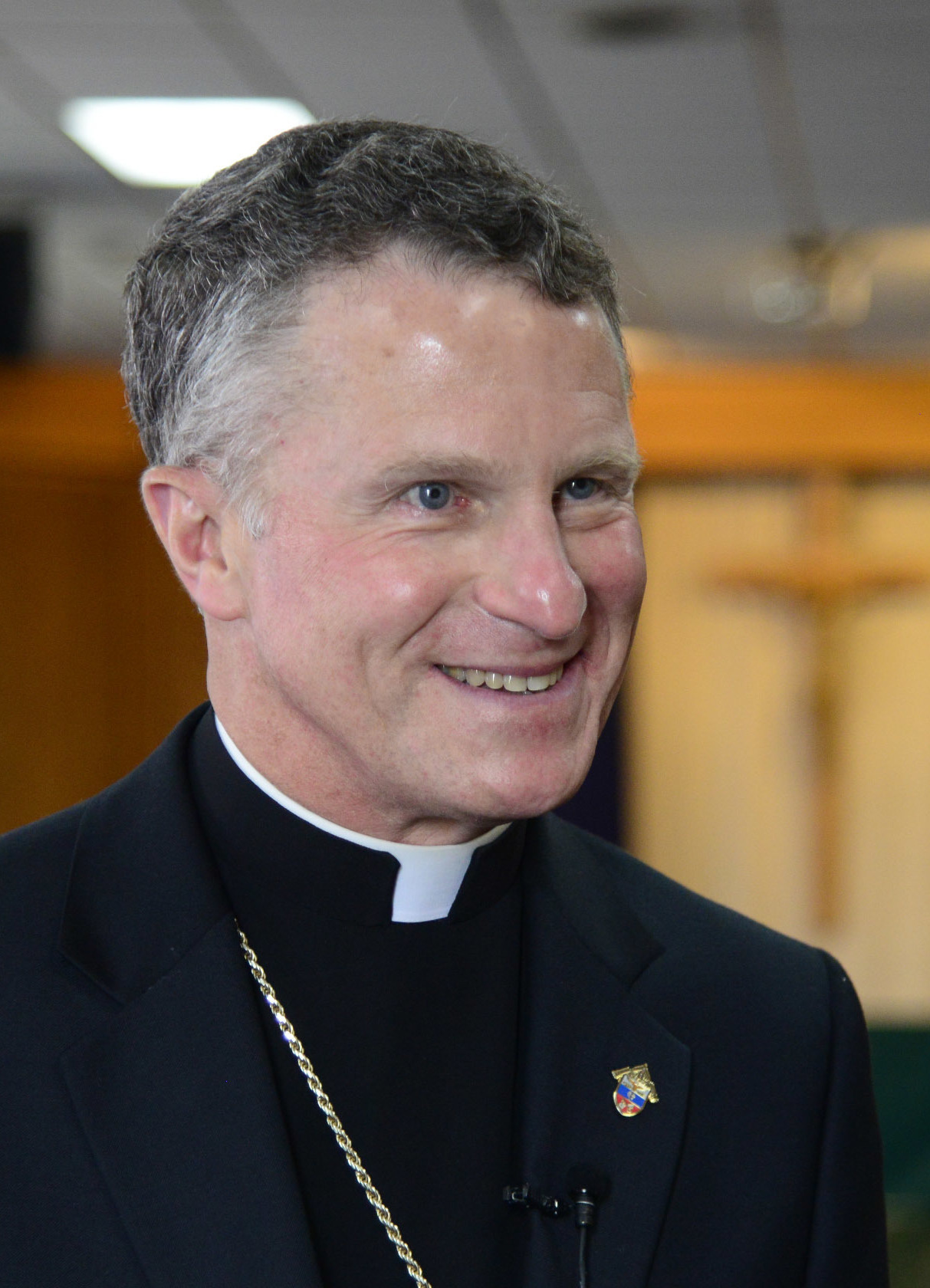
Erzbischof Timothy Broglio (2015)

Erzbischofswappen

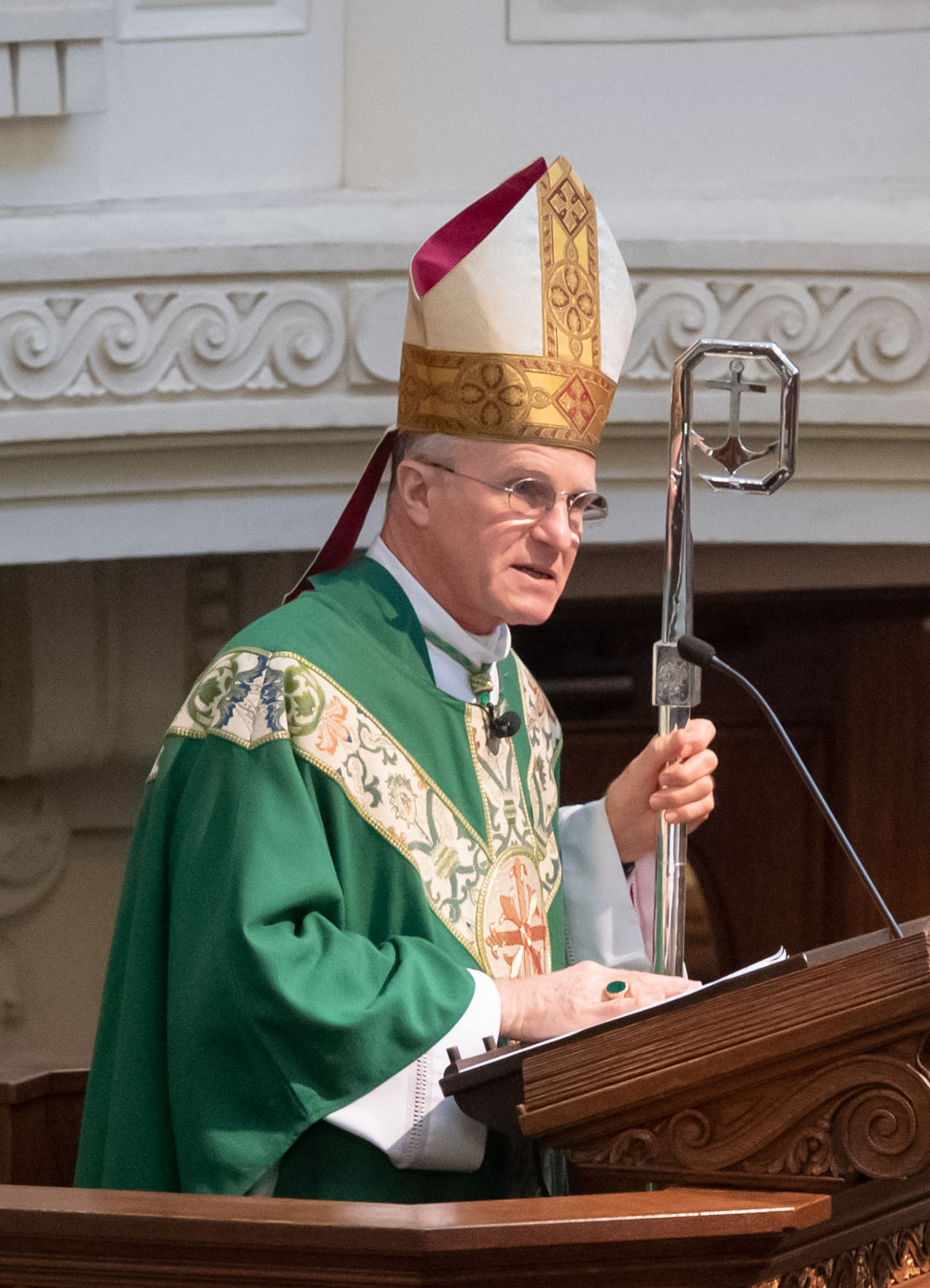
Erzbischof Broglio bei der Predigt während einer Pontifikalmesse in der U.S. Naval Academy Chapel (Oktober 2020)

Timothy Paul Andrew Broglio, kurz Timothy P. Broglio, (* 22. Dezember 1951 in Cleveland Heights, Ohio) ist ein US-amerikanischer Geistlicher und römisch-katholischer Erzbischof des US-amerikanischen Militärordinariates. Er ist seit Ende 2022 Vorsitzender der Bischofskonferenz der Vereinigten Staaten.

## Leben
Timothy Broglio studierte nach dem Besuch der Saint Ignatius High School in Cleveland am Boston College Klassische Altertumswissenschaften. Er trat in das Priesterseminar ein und studierte dort sowie an der  Päpstlichen Universität Gregoriana Katholische Theologie und Philosophie. Am 19. Mai 1977 empfing er durch Sergio Kardinal Pignedoli die Priesterweihe und war in der Pfarrei St. Margaret Mary in South Euclid, Ohio, tätig. 1979 kehrte er nach Rom zurück und studierte an der Päpstlichen Diplomatenakademie. 1983 wurde er an der Gregoriana zum Dr. iur. can. promoviert und trat in den diplomatischen Dienst des Heiligen Stuhls ein.
Er war in den Nuntiaturen an der Elfenbeinküste (1983–1987) und Paraguay (1987–1990) tätig, anschließend mit Zuständigkeit für Zentralamerika im Staatssekretariat des Heiligen Stuhls in Rom und Persönlicher Sekretär von Kardinalstaatssekretär Angelo Sodano.
Am 27. Februar 2001 wurde er von Papst Johannes Paul II. zum Titularerzbischof von Amiternum und zum Apostolischen Nuntius in der Dominikanischen Republik und Apostolischen Delegaten in Puerto Rico ernannt. Die Bischofsweihe am 19. März 2001 spendete ihm Papst Johannes Paul II. selbst; Mitkonsekratoren waren die Kurienkardinäle Angelo Sodano und Giovanni Battista Re.
Am 19. November 2007 wurde er als Nachfolger von Edwin Frederick O’Brien zum Erzbischof des US-amerikanischen Militärordinariats ernannt.
Er ist Verwaltungsratsmitglied der privaten Catholic Distance University (CDU) in Hamilton, Virginia. Er ist Komtur des Ritterordens vom Heiligen Grab zu Jerusalem.
Am 15. November 2022 wurde er auf der Herbst-Vollversammlung der Bischofskonferenz der Vereinigten Staaten (USCCB) zum neuen Präsidenten gewählt.

## Ehrungen und Auszeichnungen
- Kommandeur des nationalen Verdienstordens der Republik Elfenbeinküste
- Kommandeur des Nordstern-Ordens, Schweden
- Großkreuz mit Silberplakette des Orden al Mérito de Duarte, Sánchez y Mella, Dominikanische Republik
- Großoffizier des Ordens Bernardo O’Higgins, Chile
- Kommandeur des Ordens „Antonio José de Irisarri“, Guatemala
- Großkreuz des Ordens des Befreiers San Martin, Argentinien
- Offizier des Ordens de Mayo al Mérito, Argentinien
- Komtur des Verdienstordens der Italienischen Republik
- Ehrenkaplan des Souveränen Malteserordens
- Komtur des Ritterordens vom Heiligen Grab zu Jerusalem